# Hunworth
Hunworth – wieś w Anglii, w hrabstwie Norfolk, w dystrykcie North Norfolk. Leży 32 km na północny zachód od Norwich i 173 km na północny wschód od Londynu.
W 2001 miejscowość liczyła 101 mieszkańców.